# Vicariat apostolique du Victoria Nyanza septentrional

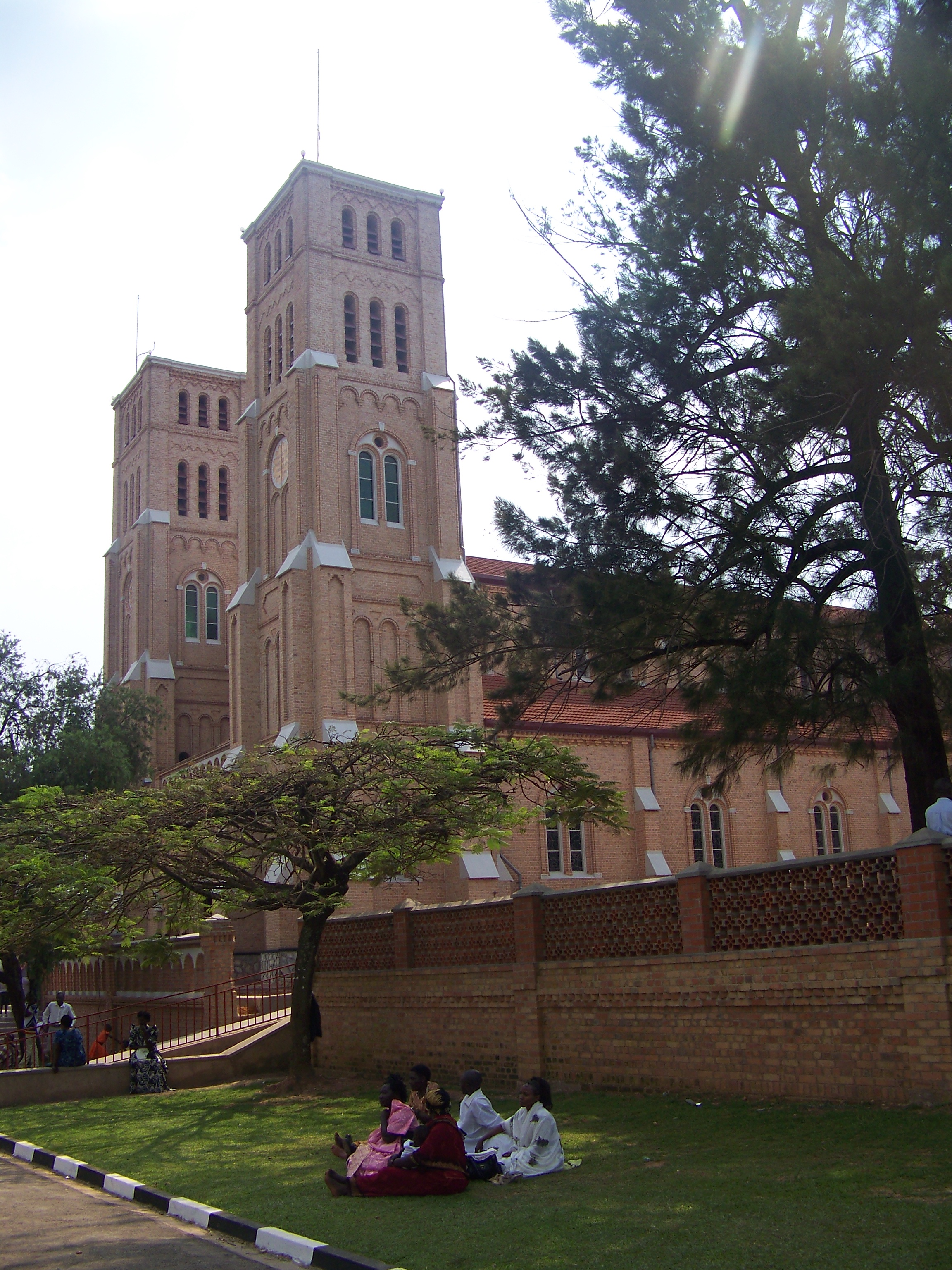
Vue actuelle de la cathédrale Sainte-Marie de la mission de Rubaga, mission du vicariat (construite de 1914 à 1925), aujourd'hui siège de l'archidiocèse de Kampala.

Le vicariat apostolique du Victoria Nyanza septentrional (latin : Vicariatus apostolicus victoriensis–nyanzensis septentrionalis) est un territoire missionnaire ecclésial sous la juridiction de l'Église catholique qui exista de 1894 à 1929 dans ce qui est aujourd'hui l'Ouganda.

## Origines

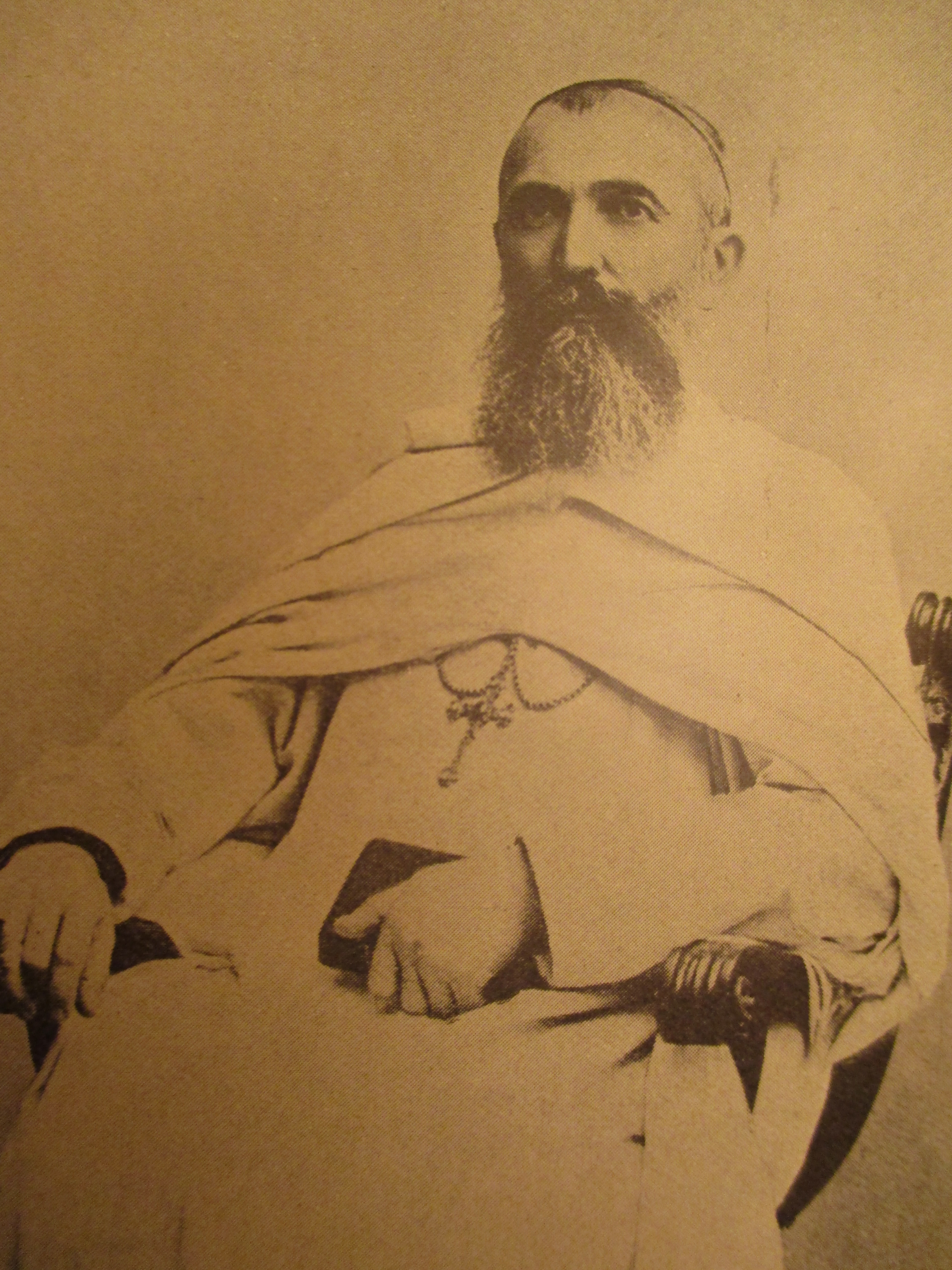
Photographie de Mgr Livinhac.

La mission du Victoria Nyanza est fondée en 1878 par les Pères blancs de Mgr Lavigerie et elle est érigée en un vicariat apostolique du Victoria Nyanza le 31 mai 1883, avec Mgr Léon Livinhac à sa tête. Lorsqu'il est élu supérieur général de la Société des missionnaires d'Afrique (nom officiel des Pères blancs) en octobre 1889, le Saint-Siège nomme Mgr Jean-Joseph Hirth comme son successeur.
Un décret du 6 juillet 1894 divise le Victoria Nyanza en trois missions autonomes: le vicariat apostolique du Victoria Nyanza méridional en Afrique orientale allemande, dont Mgr Hirth conserve le gouvernement et en devient le premier titulaire; le vicariat apostolique du Haut-Nil (confié aux missionnaires de Mill Hill) et le Victoria Nyanza septentrional sous l'autorité civile de l'Empire britannique, toujours confié aux Pères blancs.

## Situation
Des dix-huit provinces de l'Ouganda, le décret de 1894 détache celle de Kyaggive et de Kampala Mengo, qu'il place sous la juridiction des Pères de Mill Hill, et donne au Nyanza septentrional les dix-sept provinces restantes qui font partie du royaume de Buganda, des trois royaumes d'Unyoro, de Toro  et d'Ankolé, ainsi que dans le Congo belge un triangle isocèle dont la pointe marque le nord extrême du lac Albert et dont la base suit le 30e degré de longitude.
Trois groupes ethniques partagent la partie du Nyanza septentrional qui appartient depuis 1894 au protectorat britannique; le premier, celui des Bagandas (dirigés par Mwanga II), représente au début du XXe siècle 670 000 habitants qui accueillent favorablement l'évangélisation. Les martyrs de l'Ouganda de 1886 étaient Bagandas. Le deuxième groupe, les Banyoros, représente 520 000 indigènes; le troisième, les Bahimas (qui sont Hamites), dont l'élite est composée par le royaume pastoral d'Ankolé, ne sont qu'un minorité n'excédant pas 50 000 âmes. La population totale du Nyanza septentrional équivaut donc à 1 500 000 d'habitants, dont 1 400 000 se trouvent en territoire britannique, et 360 000 au Congo belge.

## Histoire
Mgr Antonin Guillermain est nommé comme premier vicaire apostolique du Nyanza septentrional, mais il meurt inopinément d'une fièvre hémorrhagique virale le 14 juillet 1896.
Il est remplacé le 1er février 1897 par Henri Streicher qui est nommé évêque titulaire (in partibus) de Thabraca (de) et consacré par Mgr Hirth.
Au moment de sa fondation en juillet 1894, le Nyanza septentrional  est dirigé par un administrateur et dix-sept missionnaires partagés en cinq stations de mission avec quinze mille néophytes et vingt-et-un mille catéchumènes. À la mort de Mgr Guillermain en juillet 1896, le vicariat possède six stations, vingt-et-un missionnaires (dont le fameux Auguste Achte) et vingt-mille baptisés. En juillet 1911, le vicariat est dirigé par Mgr Streicher, assisté de cent dix-huit missionnaires répartis en vingt-huit stations de mission regroupant 113 810 néophytes et 97 630 catéchumènes.
Tous les missionnaires du vicariat apostolique du Victoria Nyanza septentrional appartiennent alors à la Société des missionnaires d'Afrique. Le clergé indigène ne représente cette année-là que deux sous-diacres, quatre clercs ayant reçu les ordres mineurs et quatre tonsurés. Ils sont aidés par vingt-huit religieuses européennes des Sœurs missionnaires de Notre-Dame d'Afrique et par un institut de religieuses indigènes appelé les Filles de Marie. Onze mille cinq instituteurs Bagandas et Banyoros coopèrent à l'œuvre éducative et au service des 832 églises ou chapelles.
Le siège épiscopal de la mission est situé à Villa Maria, près de Masaka, dans l'Ouganda actuel; c'est ici que se trouvent la résidence de l'évêque, le petit et le grand séminaire, la mission - qui est florissante - la maison centrale des Sœurs blanches, le noviciat des bonnes sœurs indigènes, ainsi que des imprimeries qui publient entre autres un mensuel en langue Ganda, un 16-pages intitulé Munno. Entebbé est alors le siège du procurateur du vicariat.

## Source
- (en) Cet article est partiellement ou en totalité issu de l’article de Wikipédia en anglais intitulé « Apostolic Vicariate of Northern Victoria Nyanza » (voir la liste des auteurs).